# Karikkoselkä
Der Karikkoselkä ist ein Impaktkratersee in Mittelfinnland, 5 km südöstlich von Petäjävesi.

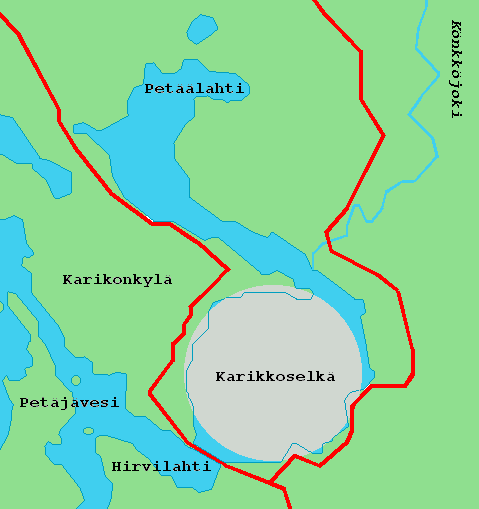
Lage des Kratersees

Der Karikkoselkä bildet einen Teilsee im Seensystem Jämsänvesi-Petäjävesi und befindet sich
im Einzugsgebiet des Jämsänjoki.
Der kreisrunde See befindet sich in einem Einschlagkrater, der vor 245,0±15,0 Millionen Jahren entstand.
Der Kraterdurchmesser beträgt 1,40 km.
Der See weist eine maximale Tiefe von 26 m auf.